# دانييلا فايس
دانييلا فايس (بالعبرية: דניאלה וייס؛ من مواليد 30 أغسطس 1945) هي صهيونية يمينية متطرفة، ومؤسسة حركة نحالا الاستيطانية الإسرائيلية، ورئيسة بلدية سابقة لمستوطنة كدوميم.